# М-98
М-98 — советская малая подводная лодка серии XII типа М — «Малютка», принимавшая участие в Великой Отечественной войне. В ноябре 1941 года пропала без вести в боевом походе, предположительно погибла на минах, также не исключён вариант гибели из-за отказа техники.

## История строительства
Заложена 22 июня 1939 года на заводе № 196 в Ленинграде под литерно-цифровым обозначением М-96. Строительный номер С.120. Спущена на воду 15 апреля 1940 года, вступила в строй 10 июля 1940 года. 1 августа 1940 года вошла в состав Краснознаменного Балтийского флота с базированием на Ханко.

## История службы
В мае 1941 года перешла в Таллин (по другим данным, в Либаву) для текущего ремонта. В начале июня закончила текущий ремонт и к началу Великой Отечественной войны находилась на Ханко, в составе 8-го ДиПЛ 2-й БПЛ, под командованием капитан-лейтенанта Беззубикова Ивана Ивановича. 19 июля 1941 года «М-98» прибыла в бухту Триги, откуда около 00.00 часов 21 июля вышла для несения дозора северо-западнее мыса Ристна (позиция № 9). Подводная лодка шла в паре с другой «Малюткой», «М-94», под эскортом катеров-тральщиков.
Пройдя Соэло-Вяйн, эскорт оставил подводные лодки, и они продолжили движение самостоятельно. Около 8 часов в районе маяка Кыпу «М-94» была потоплена торпедой с немецкой субмарины U-140, «М-98» также была атакована. «М-98» счастливо избежала попадания, после чего приняла участие в спасении части экипажа своей менее счастливой подруги. В дальнейшем подлодка продолжала партулировать на позиции с 21 по 25 июля. Большую часть времени лодка лежала на грунте, ночью отходя на запад для всплытия и зарядки аккумуляторных батарей. В конце похода в оптическую систему перископа просочилась вода, и 26 июля «М-98» самостоятельно вернулась на базу в бухту Триги. За проявленную в боевом походе бездеятельность командиру лодки был объявлен выговор.
В конце июля 1941 года «М-98» пришла в Таллин, где прошла докование.
28 августа советские войска покинули столицу Эстонии. «М-98» входила в Отряд прикрытия. Днём 28 августа три раза задевала минрепы мин в северной части заграждения «Юминда», взрывов не последовало. В районе острова Аэгна подводная лодка покинула караван и направилась на позицию в район восточнее маяка Порккалан-Каллбода с задачей прикрытия перехода кораблей и судов. До 2 сентября субмарина находилась на позиции, но встреч с противником не имела и 4 сентября самостоятельно вернулась в Кронштадт. 6 сентября перешла в Ленинград, 16 сентября вернулась в Кронштадт.
В ночь на 28 сентября «М-98» вновь вышла в боевой поход (позиция № 6 в Нарвском заливе). Осуществляла патрулирование с 28 сентября по 8 октября. Большую часть времени подводная лодка провела на грунте, подъём перископа осуществляла редко и встреч с противником не имела. 9 октября вернулась в Кронштадт. 10 октября перешла в Ленинград.
12 ноября перешла в Кронштадт. 13 ноября 1941 года вышла в очередной боевой поход для действия на коммуникациях на линии Таллин — Хельсинки. До меридиана острова Найссар подводная лодка должна была следовать в составе конвоя на Ханко. В ночь на 14 ноября в районе острова Кери караван попал на плотное минное поле, на минах подорвались эсминец «Суровый» и подводная лодка «Л-2». Около 01.20 14 ноября «М-98» вышла из состава конвоя, и, взяв курс на северо-запад, погрузилась. В 01.57 на кораблях конвоя в направлении «Малютки» были услышаны два сильных взрыва. В течение похода на связь не выходила и в базу не вернулась.
Вероятно, погибла на мине заграждения D.35 или D.46. Также не исключена возможность гибели субмарины на плавающей мине в районе Таллина, а также ошибка личного состава или отказ техники.

### Боевые походы
4 боевых похода, в первом походе участвовала в спасении экипажа «М-94». Принимала участие в Таллинском переходе.
- 17 июля 1941 — 29 июля 1941
- 28 августа 1941 — 6 сентября 1941
- 28 сентября 1941 — 9 октября 1941
- 12 ноября 1941 — 14 ноября 1941 (погибла)

## Поиски
Экспедиция «Поклон кораблям Великой Победы» занимается поисками места гибели подлодок «Калев», Щ-301 и «М-98», которые, предположительно, могут находиться в территориальных водах Эстонии.